# Type Dangerous
Type Dangerous è un singolo dalla cantautrice  statunitense Mariah Carey pubblicato il 6 giugno 2025.

## Antefatti e descrizione
Successivamente alla pubblicazione del quindicesimo album in studio Caution del 2018, Mariah Carey ha preso una pausa discografica pubblicato versioni inedite per gli anniversari dei suoi progetti precedenti, tra cui Merry Christmas, includendo la collaborazione con Ariana Grande e Jennifer Hudson Oh Santa!, e nell'aprile 2025 di The Emancipation of Mimi. Il brano, scritto e prodotto dalla stessa Mariah Carey con N.W.I. e Daniel Moore.

## Video musicale
Il video musicale del brano è stato diretto da  Joseph Kahn e pubblicato il 13 giugno 2025.

## Tracce
Testi e musiche di Mariah Carey, Brandon Paak Anderson, Daniel Moore II, Eric Barrier, Jairus Mozee, Jason Pounds, Rae Khalil, William Griffin.
1. Type Dangerous – 2:55

## Classifiche
| Classifica (2025) | Posizione massima |
| ----------------- | ----------------- |
| Stati Uniti       | 95                |